# Marcin Bielski
Pour les articles homonymes, voir Bielski.

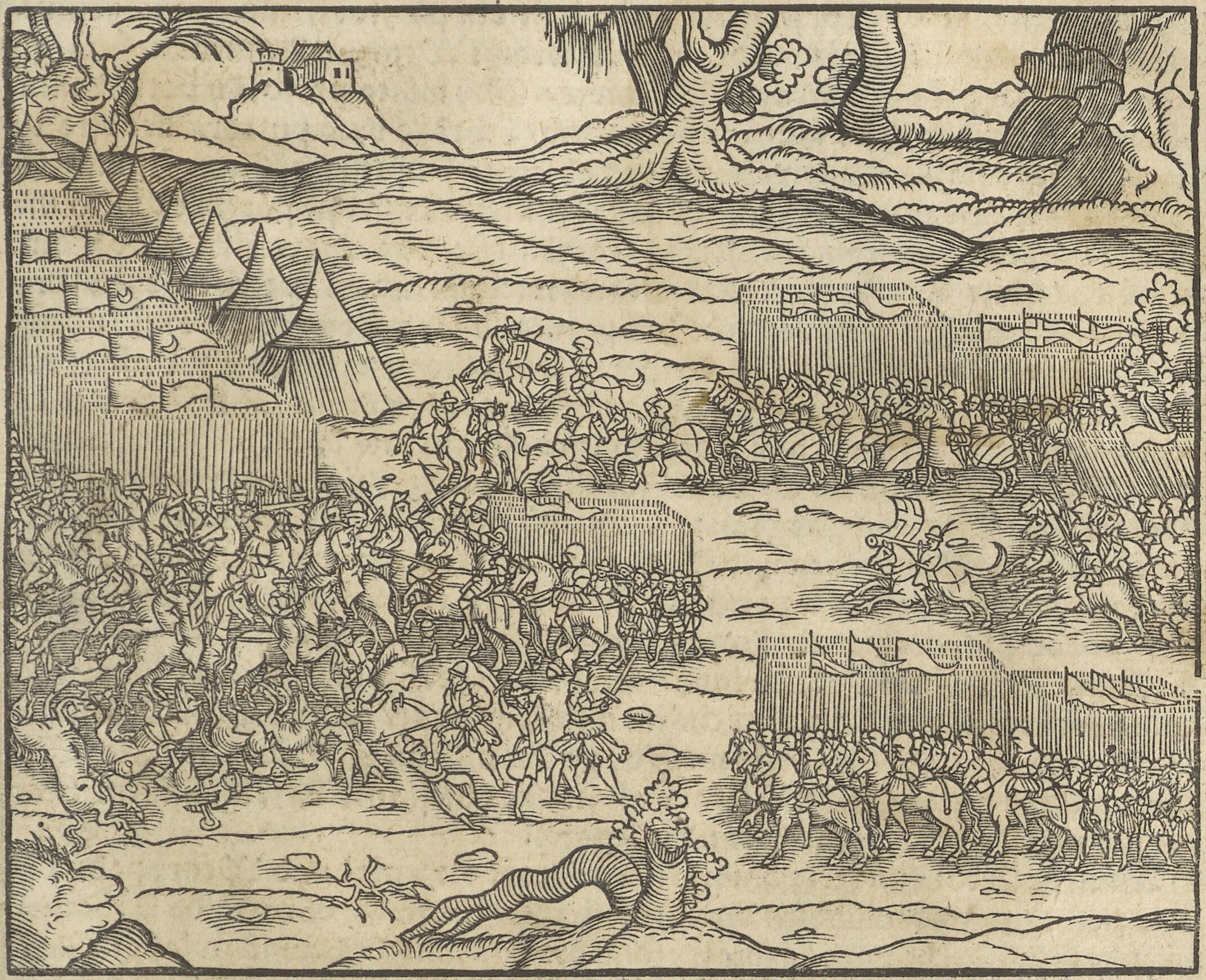
La Bataille de Varna.
(Chroniques de Marcin Bielski)

Marcin Bielski armoiries Prawdzic, né en 1495 dans la province de Sieradz et mort le 18 décembre 1575 à Sieradz également, est un chroniqueur, historien et poète satirique polonais de la Renaissance. Il fut un des premiers écrivains polonais à écrire en langue polonaise. Il est considéré comme le père de la prose polonaise.

## Biographie
Marcin Bielski fit ses études à l'université Jagellonne de Cracovie, fondée par le roi Kazimierz III dit le Grand.
En 1531, il participa à la bataille d'Obertyn contre les forces ennemies du prince moldave Petru Rareș.
Dans ses chroniques, il relata la bataille de Varna qui eut lieu le 10 novembre 1444 entre Varna et Kaliakra dans l'Est de ce qui est actuellement la Bulgarie. Elle oppose les forces du sultan Mourad II aux croisés commandés par Władysław III Jagellon, roi de Pologne et de Hongrie. La bataille se solda par une victoire ottomane.
En 1540, il épouse une riche héritière de la noblesse polonaise. Marcin Bielski était le père du poète et secrétaire du roi Joachim Bielski (1540-1599).

## Œuvres
Chroniques
- 1535 : Żywoty Filozofow (Vies des philosophes)
- 1551 : Kronika Swiata (Chronique du monde)
- 1556 : Nowego Testamentu, (Nouveau testament traduction complète en polonais à partir de traductions anonymes médiévales)
- 1569 : Sprawa Rycerskiego (traité sur l'art militaire)
- 1587 : Rozmowa nowych proroków (Chroniques des nouveaux prophètes)
- 1597 : Kronika polska, Cracovie (Chroniques polonaises)

Poésies
- 1557 : Komedia Justina y Konstanciey
- 1586 : Sen Maiowy
- 1590 : Sejm Majowy
- 1595 : Sejm Niewiesci